# ژاندایرا
ژاندایرا (به پرتغالی: Jandaíra) یک منطقهٔ مسکونی در برزیل است که در باهیا واقع شده‌است. ژاندایرا ۶۴۲٫۶۵۲ کیلومتر مربع مساحت و ۱۰٬۷۲۶ نفر جمعیت دارد.